# Wujireke Xiang
Wujireke Xiang (kinesiska: 乌吉热克乡, 乌吉热克) är en socken i Kina. Den ligger i den autonoma regionen Xinjiang, i den nordvästra delen av landet, omkring 1 100 kilometer sydväst om regionhuvudstaden Ürümqi. Antalet invånare är 20 763. Befolkningen består av 10 212 kvinnor och 10 551 män. Barn under 15 år utgör 27,0 %, vuxna 15-64 år 67 %, och äldre över 65 år 4,0 %.
Genomsnittlig årsnederbörd är 100 millimeter. Den regnigaste månaden är november, med i genomsnitt 20 mm nederbörd, och den torraste är april, med 2 mm nederbörd.